# Academic Earth
Academic Earth — сайт, на котором размещены видео-лекции из ряда университетов, в частности, MIT, Калифорнийского университета в Беркли, Калифорнийского университета в Лос-Анджелесе, Гарвардского университета, Принстонского университета, Стэнфордского университета, Йельского университета. На сайте были также размещены лекции с ресурса Академии Хана.
Присутствуют лекции по экономике, иным вопросам предпринимательства, английской литературе, философии, истории, праву, политологии, психологии, теологии, математике, информатике, физике, химии, медицине, инженерному делу.

## История
Сайт был запущен 24 марта 2009 года Ричардом Ладлоу.
The Washington Post рассказывает, что идея ресурса пришла к Ладлоу, когда он смотрел полный видео-курс лекций профессора математики из MIT Гилберга Странга. Было обнаружено, что различные академические ресурсы разбиты по множеству сайтов и доступны в разных форматах. Газета сравнивает сайт Academic Earth, предоставляющий простую в использовании базу академических лекций, с Hulu, делающим тоже с телевизионными передачами. Веб-сайт также предлагает онлайн-курсы и публикует только отсортированные образцы, отправляя пользователей в академические учреждения, предлагающие завершить их по желанию.
10 января 2012 года Academic Earth приобретен Ampush Media, специализирующимся на интернет-маркетинге
.